# Dirk Wippermann
Dirk Wippermann (* 27. Januar 1946 in Othfresen) ist ein ehemaliger deutscher Diskuswerfer, der 1971 Vierter bei den Europameisterschaften in Helsinki war.
Wippermann begann seine Karriere beim ATV Düsseldorf, von 1970 bis 1974 trat er für Rot-Weiß Oberhausen an, bevor er zwei Jahre für die SG Osterfeld startete, danach kehrte er nach Düsseldorf zurück. Nach dem Sieg bei den Deutschen Jugendmeisterschaften 1964 belegte er 1965 bei den Deutschen Meisterschaften den vierten Platz, im Jahr darauf war er Fünfter. 1967 belegte er mit 56,90 m den zweiten Platz hinter Hein-Direck Neu. Im September 1967 warf er mit 61,64 m seinen ersten deutschen Rekord. Nachdem Wippermann 1968 komplett auslassen musste, kehrte er 1969 als Vierter bei den Deutschen Meisterschaften zurück. Im Oktober 1969 warf er mit 62,28 m erneut deutschen Rekord. 1970 siegte er mit 60,92 m erstmals bei den Deutschen Meisterschaften. Nachdem Neu seinen Rekord im Juli 1970 übertroffen hatte, warf Wippermann den Diskus im August auf 64,14 m. 1971 belegte Wippermann bei den Deutschen Meisterschaften den zweiten Platz hinter Klaus-Peter Hennig. Bei den Europameisterschaften in Helsinki warf er 61,36 m und belegte den vierten Platz, er verpasste die Bronzemedaille des Ungarn Geza Fejer um achtzehn Zentimeter. Am 23. Oktober 1971 warf er in Aachen den Diskus auf 65,88 m, sein vierter bundesdeutscher Rekord war sein einziger gesamtdeutscher Rekord. 1973 übertraf ihn Siegfried Pachale aus Cottbus, in der Bundesrepublik hielt sein Rekord bis 1977, als Hein-Direck Neu den Rekord auf 68,08 m steigerte. 1972 gewann Wippermann seinen zweiten deutschen Meistertitel, bei den Olympischen Spielen 1972 in München schied Wippermann in der Qualifikation aus. 1973 belegte Wippermann noch einmal den dritten Platz bei den Deutschen Meisterschaften, 1974 wurde er Sechster.
Bei einer Körpergröße von 1,97 m betrug sein Wettkampfgewicht 125 kg.